# Dactylorhiza mixta
Dactylorhiza mixta là một loài thực vật có hoa trong họ Lan. Loài này được (Asch. & Graebn.) ined. mô tả khoa học đầu tiên.